# یکاهای پلانک
یکاهای پلانک(به انگلیسی: Planck units) در دانش فیزیک ذرات و در کیهان‌شناسی فیزیکی، یکاهای اندازه‌گیری هستند که منحصراً بر حسب چهار ثابت فیزیکی جهانی تعریف می‌شوند؛ به شکلی که اگر این چهار ثابت فیزیکی را برحسب این یکاها بیان شوند مقدار عددی ۱ خواهند داشت. یکاهای پلانک اهمیت ژرفی در فیزیک نظری دارند زیرا از راه بدون بعدسازی، چندین عبارت جبری قانون فیزیکی را با ظرافت ساده‌سازی می‌کنند. به‌طور خاص در پژوهش‌های مرتبط با نظریه‌های وحدتی مانند گرانش کوانتومی اهمیت می‌یابند.
این یکاها که نخست در سال ۱۸۹۹ بدست فیزیکدان آلمانی ماکس پلانک پیشنهاد شدند، سامانه‌ای از یکاهای طبیعی هستند، زیرا سرچشمۀ تعریف آن‌ها تنها برگرفته از ویژگی‌های طبیعت است و نه از هیچ ساختار انسانی. یکاهای پلانک تنها یکی از چندین سامانۀ یکاهای طبیعی هستند، اما یکاهای پلانک بر پایۀ ویژگی‌های هر شی یا ذره نمونه اولیه (که انتخاب آن‌ها ذاتاً به دلخواه است) نیست، بلکه تنها بر پایهٔ ویژگی‌های فضای آزاد است. این یکاها در پژوهش‌ها در مورد یکپارچه‌کردن نظریه‌ها در چند زمینه مانند گرانش کوانتومی مرتبط هستند. (البته زمانی که او یکاهای خود را معرفی کرد، مکانیک کوانتومی هنوز کشف نشده بود)
اصطلاح مقیاس پلانک به مقادیری از فضا، زمان، انرژی و دیگر یکاها گفته می‌شود که از نظر بزرگی مشابه یکاهای پلانک هستند. این منطقه ممکن است با انرژی‌های نزدیک ۱۰۱۹ GeV گیگا الکترون‌ولت، فواصل زمانی نزدیک ۱۰−۴۳ ثانیه و طول‌های نزدیک ۱۰−۳۵ متر (به ترتیب معادل انرژی جرم پلانک، زمان پلانک و طول پلانک) مشخص شود.
چهار ثابت فیزیکی جهانی که بر حسب تعریف، مقدار عددی ۱ را در این یکاها بیان می‌کنند عبارتند از:
- سرعت نور در خلاء c
- ثابت گرانش، G،
- ثابت پلانک کاهش یافته، ħ،
- ثابت بولتزمن، کیلوبایت

یکاهای پلانک دارای بعد الکترومغناطیسی را در خود نگنجانده. برخی از نویسندگان ترجیح داده‌اند که دامنهٔ سامانه را به الکترومغناطیس گسترش دهند، برای مثال، ثابت الکتریکی ε۰ یا ۴πε۰ را به این فهرست اضافه می‌کنند. برخی دیگر از نویسندگان با بکارگیری ابعاد سامانه، مقادیر عددی دیگری را بر حسب یک یا چند مورد از چهار ثابت بالا به‌کار می‌برند.

## معرفی
به هر سامانۀ اندازه‌گیری ممکن است مجموعه‌ای از کمیت‌های پایه و یکاهای پایه مرتبط به‌طور مستقل نسبت داده شود که همه کمیت‌ها و یکاهای دیگر را می‌توان از آن استخراج کرد. برای نمونه، در سامانۀ بین‌المللی یکاها ، کمیت‌های پایه SI شامل طول با یکای مربوط به متر است. در سامانۀ یکاهای پلانک، ممکن است مجموعه مشابهی از کمیت‌های پایه و یکاهای مرتبط انتخاب شود که بر حسب آن مقادیر دیگر و یکاهای منسجم بیان شوند.   یکای طول پلانک به طول پلانک و یکای زمان پلانک به زمان پلانک معروف است، اما این نامگذاری به عنوان گسترش به همه کمیت‌ها ایجاد نشده‌است.
همه یکاهای پلانک از ثابت‌های فیزیکی جهانی دارای بعد که سامانه را تعریف می‌کنند مشتق می‌شوند، و در قراردادی که در آن این یکاها حذف می‌شوند (یعنی دارای مقدار بی‌بعد ۱ هستند)، این ثابت‌ها از معادلات فیزیک که در آن ظاهر می‌شوند، حذف می‌شوند. به عنوان مثال، قانون گرانش جهانی نیوتن،
{\displaystyle F=G{\frac {m_{1}m_{2}}{r^{2}}}=\left({\frac {F_{\text{P}}l_{\text{P}}^{2}}{m_{\text{P}}^{2}}}\right){\frac {m_{1}m_{2}}{r^{2}}},}
را می توان به صورت زیر بیان کرد:
{\displaystyle {\frac {F}{F_{\text{P}}}}={\frac {\left({\dfrac {m_{1}}{m_{\text{P}}}}\right)\left({\dfrac {m_{2}}{m_{\text{P}}}}\right)}{\left({\dfrac {r}{l_{\text{P}}}}\right)^{2}}}.}
هر دو معادله از نظر ابعادی سازگار هستند و در هر سامانۀ کمیت به یک اندازه معتبر هستند، اما معادله دوم، با وجود G وجود ندارد، تنها کمیت‌های بدون بعد را مرتبط می‌کند، زیرا هر نسبتی از دو کمیت هم‌بعد، کمیتی بدون بعد است. اگر بر پایۀ یک قرارداد کوتاه نویسی، درک شود که هر کمیت فیزیکی، نسبت متناظر با یک یکای پلانک منسجم است (یا "بیان شده در یکاهای پلانک" است)، نسبت‌های بالا ممکن است به سادگی با نمادهای کمیت فیزیکی بیان شوند، بدون اینکه با یکای مربوطه خود اندازه‌گیری شوند:
{\displaystyle F'={\frac {m_{1}'m_{2}'}{r'^{2}}}.}
این آخرین معادله (بدون G ) با F ′ ، m 1 "، m 2 " و r ′ که کمیت‌های نسبت بی بعد متناظر هستند معتبر است. به مقادیر استاندارد، برای نمونه نوشته شده است: F′ ≘ F or F′ = F/FP, ولی نه به عنوان یک برابری مستقیم میان کمیت‌ها. اگر مطابقت کمیت‌ها به عنوان برابری در نظر گرفته شود، ممکن است به نظر برسد که "ثابت‌های c ، G و ... را ۱ در نظر می‌گیریم". به همین دلیل پلانک یا دیگر یکاهای طبیعی باید با دقت به کار گرفته شوند. پل اس. وسون با اشاره به " G = c = 1 " نوشت که "از نظر ریاضی این ترفند پذیرفتنی است که باعث صرفه جویی در کار می شود. از نظر فیزیکی نشان دهنده از دست دادن اطلاعات است و می‌تواند منجر به سردرگمی شود." 

## تاریخچه و تعریف
مفهوم یکاهای طبیعی در سال ۱۸۷۴ معرفی شد، زمانی که جورج جانستون استونی که به اینکه بار الکتریکی کوانتیزه شده است، اشاره کرد. یکاهای مشتق شده از طول، زمان و جرم، اکنون به افتخار او یکاهای استونی نامیده می‌شود. استونی یکاهای خود را جوری برگزید که G و c و بار الکترون e از نظر عددی برابر با ۱ باشند. در سال ۱۸۹۹، یک سال پیش از ظهور نظریه کوانتومی، ماکس پلانک چیزی را معرفی کرد که بعدها به عنوان ثابت پلانک شناخته شد.   در پایان مقاله، او یکاهای پایه‌ای را پیشنهاد کرد که بعداً به افتخار او نامگذاری شدند. یکاهای پلانک بر پایه کوانتوم کنش هستند که امروزه به عنوان ثابت پلانک شناخته می‌شود که در تقریب وین برای تابش‌های جسم سیاه ظاهر می‌شود. پلانک بر جهانی بودن دستگاه یکا جدید تأکید کرد و نوشت:
... die Möglichkeit gegeben ist, Einheiten für Länge, Masse, Zeit und Temperatur aufzustellen, welche, unabhängig von speciellen Körpern oder Substanzen, ihre Bedeutung für alle Zeiten und für alle, auch außerirdische und außermenschliche Culturen notwendig behalten und welche daher als »natürliche Maßeinheiten« bezeichnet werden können.

... می‌توان واحدهایی برای طول، جرم، زمان و دما تنظیم کرد که مستقل از اجسام یا مواد خاص هستند و لزوماً معنای خود را برای همه زمان‌ها و برای همه تمدن‌ها، اعم از فرازمینی و غیرانسانی حفظ می کنند، که می‌تواند "واحدهای اندازه گیری طبیعی" نامیده می‌شود.
پلانک تنها یکاهای مبتنی بر ثابت‌های جهانی را در نظر گرفت {\displaystyle G} ، {\displaystyle h} ، {\displaystyle c} ، و {\displaystyle k_{\rm {B}}} برای رسیدن به یکاهای طبیعی برای طول, زمان, جرم و دما .  تعاریف او با تعاریف امروزی در عامل {\displaystyle {\sqrt {2\pi }}} تفاوت دارد، زیرا در تعاریف نوین از {\displaystyle \hbar } به جای {\displaystyle h} استفاده می‌کنند.  
| نام        | بعد      | تعریف                                                                         | مقدار (یکای SI ) |
| ---------- | -------- | ----------------------------------------------------------------------------- | ---------------- |
| طول پلانک  | طول (L)  | {\displaystyle l_{\text{P}}={\sqrt {\frac {\hbar G}{c^{3}}}}}                 |                  |
| جرم پلانک  | جرم (M)  | {\displaystyle m_{\text{P}}={\sqrt {\frac {\hbar c}{G}}}}                     |                  |
| زمان پلانک | زمان (T) | {\displaystyle t_{\text{P}}={\sqrt {\frac {\hbar G}{c^{5}}}}}                 |                  |
| دمای پلانک | دما (Θ)  | {\displaystyle T_{\text{P}}={\sqrt {\frac {\hbar c^{5}}{Gk_{\text{B}}^{2}}}}} |                  |

برخلاف مورد دستگاه بین‌المللی یکاها، هیچ نهاد رسمی وجود ندارد که تعریفی از سامانۀ یکای پلانک ارائه دهد. برخی از نویسندگان یکاهای پایه پلانک را یکاهای جرم، طول و زمان تعریف می‌کنند، با توجه به اینکه یک یکا اضافی برای دما اضافی است.  جدول‌های دیگر، افزون بر یک یکای دما، یک یکا برای بار الکتریکی می‌افزایند، به طوری که ثابت کولن {\displaystyle k_{e}}  یا گذردهی خلاء {\displaystyle \epsilon _{0}}  به ۱ ساده شده است. بنابراین، بسته به انتخاب نویسنده، این یکا بار الکتریکی به اشکال زیر انتخاب می‌شوند:
{\displaystyle q_{\text{P}}={\sqrt {4\pi \epsilon _{0}\hbar c}}\approx 1.875546\times 10^{-18}{\text{ C}}\approx 11.7\ e}
برای {\displaystyle k_{\text{e}}=1} ، یا
{\displaystyle q_{\text{P}}={\sqrt {\epsilon _{0}\hbar c}}\approx 5.290818\times 10^{-19}{\text{ C}}\approx 3.3\ e.}
برای {\displaystyle \varepsilon _{0}=1} .  برخی از این جدول‌ها نیز هنگام انجام این کار، جرم را با انرژی جایگزین می‌کنند. 
بار پلانک و همچنین یکاهای الکترومغناطیسی دیگری که می‌توان آنها را مانند مقاومت و شار مغناطیسی تعریف کرد، نسبت به یکاهای اصلی پلانک دشوارتر است و کمتر مورد استفاده قرار می‌گیرد. 
در یکاهای SI، مقادیر c ، h ، e و kB دقیق هستند و مقادیر ε 0 و G در یکاهای SI به ترتیب دارای عدم قطعیت نسبی ۸٫۸۵۴۱۸۷۸۱۷٫٫٫×۱۰−۱۲ F/m  و ۶٫۶۷۳۸۴(۸۰)×۱۰−۱۱ m۳ kg−۱ s−۲ هستند. از این رو، عدم قطعیت در مقادیر SI یکاهای پلانک تقریباً به طور کامل از عدم قطعیت در مقدار G در دستگاه بین‌المللی یکاها ناشی می‌شود.

## یکاهای مشتق شده
در هر دستگاه اندازه‌گیری، یکاهای بسیاری از کمیت‌های فیزیکی را می‌توان از یکاهای پایه استخراج کرد. جدول ۲ نمونه‌ای از یکاهای پلانک مشتق شده را ارائه می‌دهد که برخی از آنها به ندرت استفاده می‌شوند. همانند یکاهای پایه، استفاده از آنها بیشتر به فیزیک نظری محدود می‌شود، زیرا اکثر آنها برای استفاده تجربی یا عملی بسیار بزرگ یا کوچک هستند و عدم قطعیت‌های زیادی در مقادیر آنها وجود دارد.
| یکا مشتق شده     | تعریف | معادل SI تقریبی   |
| ---------------- | --- | ----------------- |
| مساحت (L2)       | {\displaystyle l_{\text{P}}^{2}={\frac {\hbar G}{c^{3}}}}                                                                                             | ۲٫۶۱۲۱×۱۰−۷۰ m۲   |
| حجم (L3)         | {\displaystyle l_{\text{P}}^{3}=\left({\frac {\hbar G}{c^{3}}}\right)^{\frac {3}{2}}={\sqrt {\frac {(\hbar G)^{3}}{c^{9}}}}}                          | ۴٫۲۲۱۷×۱۰−۱۰۵ m۳  |
| تکانه (LMT -1)   | {\displaystyle m_{\text{P}}c={\frac {\hbar }{l_{\text{P}}}}={\sqrt {\frac {\hbar c^{3}}{G}}}}                                                         | ۶٫۵۲۴۹ kg⋅m/s     |
| انرژی (L2 MT -2) | {\displaystyle E_{\text{P}}=m_{\text{P}}c^{2}={\frac {\hbar }{t_{\text{P}}}}={\sqrt {\frac {\hbar c^{5}}{G}}}}                                        | ۱٫۹۵۶۱×۱۰۹ J      |
| نیرو (LMT -2)    | {\displaystyle F_{\text{P}}={\frac {E_{\text{P}}}{l_{\text{P}}}}={\frac {\hbar }{l_{\text{P}}t_{\text{P}}}}={\frac {c^{4}}{G}}}                       | ۱٫۲۱۰۳×۱۰۴۴ N     |
| چگالی (L -3 M)   | {\displaystyle \rho _{\text{P}}={\frac {m_{\text{P}}}{l_{\text{P}}^{3}}}={\frac {\hbar t_{\text{P}}}{l_{\text{P}}^{5}}}={\frac {c^{5}}{\hbar G^{2}}}} | ۵٫۱۵۵۰×۱۰۹۶ kg/m۳ |
| شتاب (LT -2)     | {\displaystyle a_{\text{P}}={\frac {c}{t_{\text{P}}}}={\sqrt {\frac {c^{7}}{\hbar G}}}}                                                               | ۵٫۵۶۰۸×۱۰۵۱ m/s۲  |

برخی از یکاهای پلانک، مانند زمان و طول، از مرتبه‌های بسیار بزرگ یا بسیار کوچک هستند که نمی‌توانند کاربرد عملی داشته باشند، به طوری که یکاهای پلانک به عنوان یک دستگاه معمولاً فقط به فیزیک نظری مربوط می‌شوند. در برخی موارد، یکای پلانک ممکن است محدودیتی را برای دامنه کمیت فیزیکی که نظریه‌های کنونی فیزیک اعمال می‌شود، پیشنهاد کند.  برای نمونه، دریافت ما از مه‌بانگ به دوره پلانک، یعنی زمانی که جهان کمتر از یک زمان پلانک بود، گسترش نمی‌یابد. توصیف جهان در دوران پلانک نیازمند نظریه گرانش کوانتومی است که اثرات کوانتومی را در نسبیت عام وارد کند. چنین نظریه ای هنوز وجود ندارد.
چندین مقدار از نظر قدر «افراطی» نیستند، مانند جرم پلانک، که نزدیک ۲۲ میکروگرم است: در مقایسه با ذرات زیر اتمی، و در محدوده جرم موجودات زنده بسیار بزرگ است.  : 872 به طور مشابه، یکاهای انرژی و تکانه مرتبط در محدوده برخی از پدیده‌های روزمره هستند.

## اهمیت
یکاهای پلانک دلبخواهی انسان محوری کمی دارند، اما همچنان شامل برخی از انتخاب های دلخواه از نظر مزیت‌های تعیین‌کننده هستند. برخلاف متر و ثانیه که به دلایل تاریخی به عنوان یکاهای پایه در دستگاه SI وجود دارند، طول پلانک و زمان پلانک از نظر مفهومی در یک سطح فیزیکی اساسی به هم مرتبط هستند. در نتیجه، یکاهای طبیعی به فیزیکدانان کمک می‌کنند تا پرسش‌ها را دوباره مطرح کنند. فرانک ویلچک آن را به اختصار بیان می کند:
We see that the question [posed] is not, "Why is gravity so feeble?" but rather, "Why is the proton's mass so small?" For in natural (Planck) units, the strength of gravity simply is what it is, a primary quantity, while the proton's mass is the tiny number [1/(13 [[Names of large numbers|quintillion]])].
1. ↑  Wesson, P. S. (1980). "The application of dimensional analysis to cosmology". Space Science Reviews. 27 (2): 117. Bibcode:1980SSRv...27..109W. doi:10.1007/bf00212237.
2. ↑  Barrow, J. D. (1983-03-01). "Natural Units Before Planck". Quarterly Journal of the Royal Astronomical Society. 24: 24. Bibcode:1983QJRAS..24...24B. ISSN 0035-8738. Archived from the original on 20 January 2022. Retrieved 16 April 2022.
3. 1 2  Planck, Max (1899). "Über irreversible Strahlungsvorgänge". Sitzungsberichte der Königlich Preußischen Akademie der Wissenschaften zu Berlin (به آلمانی). 5: 440–480. Archived from the original on 17 November 2020. Retrieved 23 May 2020.
4. ↑  Wilczek, Frank (2005). "On Absolute Units, I: Choices". Physics Today. American Institute of Physics. 58 (10): 12–13. Bibcode:2005PhT....58j..12W. doi:10.1063/1.2138392.
5. ↑  Zwiebach, Barton (2004). A First Course in String Theory. Cambridge University Press. ISBN 978-0-521-83143-7. OCLC 58568857.
6. 1 2  Elert, Glenn. "Blackbody Radiation". The Physics Hypertextbook. Archived from the original on 3 March 2021. Retrieved 2021-02-22.
7. ↑  "CODATA Value: electric constant". The NIST Reference on Constants, Units, and Uncertainty. US مؤسسه ملی فناوری و استانداردها. June 2011. Retrieved 2011-06-23. {{cite web}}: Cite has empty unknown parameter: |month= (help); External link in |work= (help)
8. ↑  "CODATA Value: Newtonian constant of gravitation". The NIST Reference on Constants, Units, and Uncertainty. US مؤسسه ملی فناوری و استانداردها. June 2011. Retrieved 2011-06-23. {{cite web}}: Cite has empty unknown parameter: |month= (help); External link in |work= (help)
9. ↑  Wilczek, Frank (2001). "Scaling Mount Planck I: A View from the Bottom". Physics Today. 54 (6): 12–13. Bibcode:2001PhT....54f..12W. doi:10.1063/1.1387576.

در حالی که درست است که نیروی رانش(دافعه) الکترواستاتیکی میان دو پروتون (به تنهایی در فضای آزاد) بسیار بیشتر از نیروی گرانشی میان همان دو پروتون است، اما این در مورد قدرت نسبی دو نیروی اساسی نیست. از دیدگاه یکاهای پلانک، این مقایسه سیب با پرتقال است، زیرا جرم و بار الکتریکی مقادیر غیر قابل قیاس هستند. در عوض، نابرابری نسبت نیرو نشان‌دهنده این واقعیت است که بار پروتون‌ها تقریباً هم‌اندازه بار پلانک است اما جرم پروتون‌ها به مراتب کمتر از یکای جرم پلانک است.

## معادلات بدون بعد کردن
کمیت‌های فیزیکی که ابعاد متفاوتی دارند (مانند زمان و طول) را نمی‌توان حتی اگر از نظر عددی برابر باشند (مثلاً ۱ ثانیه با ۱ متر یکی نیست) معادل سازی کرد. با این حال، در فیزیک نظری، این مشکل ممکن است با فرایندی به نام بدون بعد کردن حل شود. نتیجه مؤثر این است که بسیاری از معادلات بنیادی فیزیک، که بیشتر شامل برخی از ثابت‌های مورد استفاده برای تعریف یکاهای پلانک می‌شوند، به معادلاتی تبدیل می‌شوند که در آن این ثابت‌ها با عدد یک جایگزین می‌شوند.
برای نمونه می توان به رابطه انرژی–تکانه اشاره کرد {\displaystyle \ E^{2}=(mc^{2})^{2}+(pc)^{2}} ، که می شود {\displaystyle E^{2}=m^{2}+p^{2}} و معادله دیراک {\displaystyle \ (i\hbar \gamma ^{\mu }\partial _{\mu }-mc)\psi =0} ، که می شود {\displaystyle \ (i\gamma ^{\mu }\partial _{\mu }-m)\psi =0} .